# Chilchzimmersattel
Lo Chilchzimmersattel è un valico alpino svizzero che collega Eptingen con Langenbruck, situati nel Canton Basilea Campagna.
Il collegamento stradale tra queste due località è di 9,7 km con pendenze massime del 15%. La pendenza media tocca il 7,9% dalla parte di Eptingen e il 7,2% dalla parte di Langenbruck.